# Poninka
Poninka (ukrainisch Понінка; russisch Понинка, polnisch Poninka) ist eine Siedlung städtischen Typs im Nordosten der ukrainischen Oblast Chmelnyzkyj mit etwa 7.200 Einwohnern (2024).

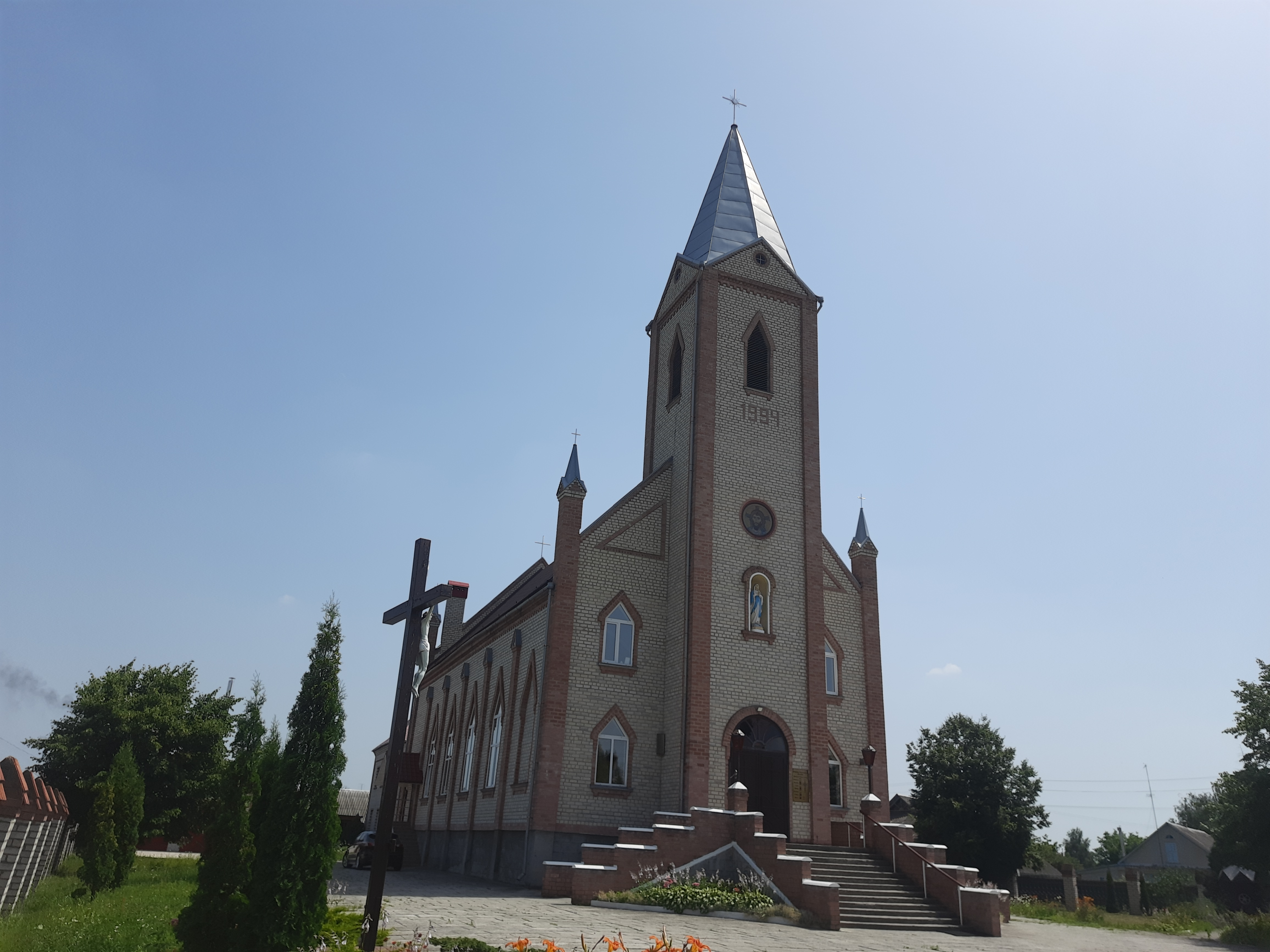
Kirche im Ort

Poninka liegt im Rajon Schepetiwka an der Grenze zur Oblast Schytomyr 113 km nordöstlich der Oblasthauptstadt Chmelnyzkyj und 10 km nordöstlich vom ehemaligen Rajonzentrum Polonne. Durch den an der Territorialstraße T–06–12 liegenden Ort fließt die Chomora, ein 114 km langer Nebenfluss des Slutsch. 7 Kilometer flussabwärts liegt die SsT Perschotrawensk.
Die 1740 gegründete Ortschaft erhielt 1938 den Status einer Siedlung städtischen Typs.

## Verwaltungsgliederung
Am 13. August 2015 wurde die Siedlung zum Zentrum der neugegründeten Siedlungsgemeinde Poninka (Понінківська селищна громада/Poninkiwska selyschtschna hromada). Zu dieser zählten auch die 5 in der untenstehenden Tabelle aufgelisteten Dörfer sowie die Ansiedlung Lisne, bis dahin bildete sie zusammen mit den Dörfern Lodsjaniwka und Lypiwka die gleichnamige Siedlungsgemeinde Poninka (Понінківська селищна рада/Poninkiwska selyschtschna rada) im Norden des Rajons Polonne.
Am 17. Juli 2020 kam es im Zuge einer großen Rajonsreform zum Anschluss des Rajonsgebietes an den Rajon Schepetiwka.
Folgende Orte sind neben dem Hauptort Poninka Teil der Gemeinde:
| Name                     | Name       | Name                     |
| ukrainisch transkribiert | ukrainisch | russisch                 |
| ------------------------ | ---------- | ------------------------ |
| Burtyn                   | Буртин     | Буртин (Burtin)          |
| Lisne                    | Лісне      | Лесное (Lesnoje)         |
| Lodsjaniwka              | Лодзянівка | Лодзяновка (Lodsjanowka) |
| Lypiwka                  | Липівка    | Липовка (Lipowka)        |
| Nowaky                   | Новаки     | Новаки (Nowaki)          |
| Salissja                 | Залісся    | Залесье (Salessje)       |